# غاري فارمر
غاري فارمر (بالإنجليزية: Gary Farmer)‏ (و. 1953 – م) هو ممثل من كندا.

## وصلات خارجية
- غاري فارمر على موقع IMDb (الإنجليزية)
- غاري فارمر على موقع ألو سيني (الفرنسية)
- غاري فارمر على موقع ميوزك برينز (الإنجليزية)
- غاري فارمر على موقع أول موفي (الإنجليزية)
- غاري فارمر على موقع قاعدة بيانات الأفلام السويدية (السويدية)
- غاري فارمر على موقع إن إن دي بي (الإنجليزية)
- غاري فارمر على موقع ديسكوغز (الإنجليزية)
- غاري فارمر على موقع قاعدة بيانات الفيلم (الإنجليزية)
- غاري فارمر على موقع كينوبويسك (الروسية)